# Refugi de Prat Primer

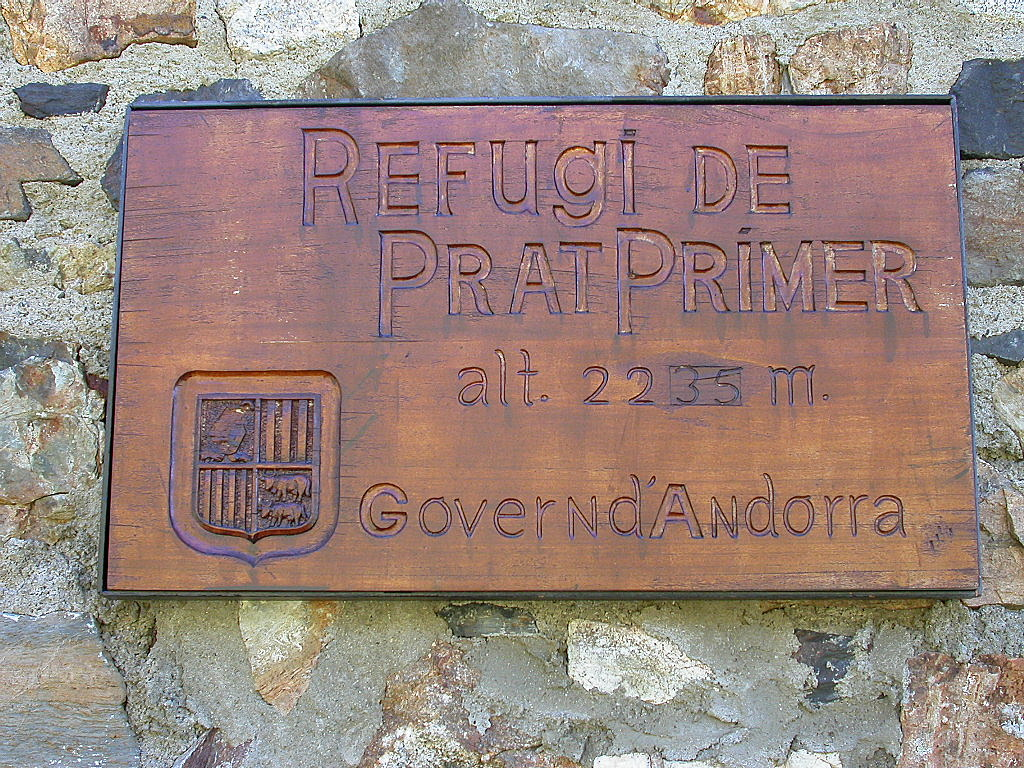
Placa identificativa a l'exterior

El refugi de Prat Primer és un refugi de muntanya de la Parròquia d'Andorra la Vella (Andorra) a 2.235 m d'altitud i situat a l'esquerra del riu de Prat Primer, entre la collada de Prat Primer i Els Graus.